# Tripé macroeconômico

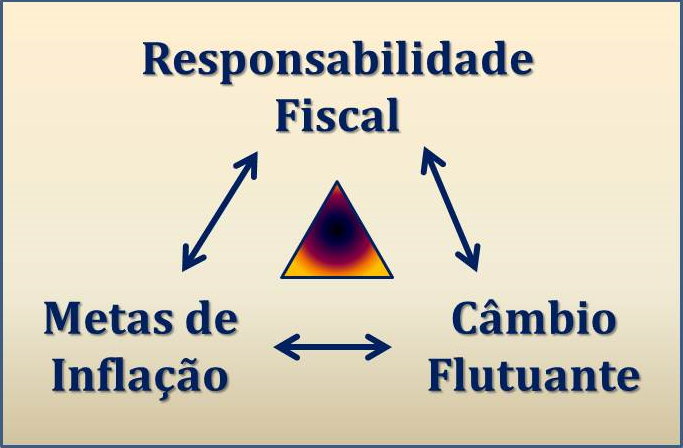
Tríade de políticas econômicas que compõem o Tripé Macroeconômico

O tripé macroeconômico foi um modelo de política econômica adotado no início de 1999, primeiro ano do segundo mandato de Fernando Henrique Cardoso na Presidência da República, que consiste em três pilares que norteiam as políticas cambial, fiscal e monetária: câmbio flutuante, metas fiscais de superávit primário e metas de inflação. O tripé macroeconômico foi base da política econômica do governo Fernando Henrique Cardoso e do governo Lula.
Segundo alguns economistas, o tripé foi abandonado no governo Dilma Rousseff e deu lugar à chamada nova matriz econômica. Dilma, contudo, contestou essa afirmação. Posteriormente, no governo Michel Temer, o tripé foi retomado, segundo o economista Maurício Oreng.

## Contexto histórico e origem

### "Milagre econômico" e crise da dívida
Durante o período do milagre econômico brasileiro, entre os anos 1968 e 1973, o Brasil vivenciou um grande crescimento econômico, impulsionado pela implementação de várias obras de infraestrutura do governo. Nesse modelo de desenvolvimento, os projetos de investimento eram sustentados pela oferta de crédito internacional, o que levou a um aumento expressivo do endividamento externo. Com o advento dos choques do petróleo, em 1973 e 1979, os Estados Unidos elevaram os juros do mercado internacional, encarecendo a dívida externa do Brasil, que era pós-fixada.

### Plano Real e estabilização inflacionária
Devido a crise da dívida, o Brasil sofreu com surtos hiperinflacionários entre 1980 e 1990. Após várias tentativas de estabilização, a hiperinflação chegou ao fim com o advento do Plano Real, em 1994. Este era sustentado em um regime de Banda cambial, onde o governo ancorava um valor para o dólar em relação ao real e o Banco Central se encarregava de realizar constantemente operações financeiras no mercado de câmbio para que a moeda brasileira se mantivesse no mesmo patamar de valor. A principal forma de fazer isso era com a venda direta de dólares no mercado. Em paralelo, a taxa de juro era sistematicamente elevada para atrair capitais externos e equilibrar o balanço de pagamentos. O objetivo da sobrevalorização do real era baratear a entrada de produtos importados no mercado doméstico e forçar uma baixa dos preços no Brasil para desacererar a inflação.

### Mudança de regime cambial e implementação do Tripé macroeconômico
Na década de 1990, houve uma sucessão de crises externas. A primeira delas, em 1994, eclodiu no México. Em 1997, começou a crise dos tigres asiáticos, que originou-se na Tailândia e se espalhou rapidamente para países como Indonésia, Coreia do Sul e Malásia. No ano seguinte, ocorreu a crise da Rússia. Cada uma dessas crises ocasionou a fuga de capitais e redução de empréstimos para países emergentes, como o Brasil. Para que o câmbio não ultrapassasse o teto fixado em R$ 1,32, o Banco Central, sob a presidência de Gustavo Franco, intensificou suas ações na venda de dólares no mercado, fazendo com que as reservas internacionais reduzissem drasticamente, atingindo um patamar de 24,45 bilhões de reais em 1999. Concomitante a isso, os encargos da dívida pública deterioravam o quadro fiscal do país devido ao juro excessivamente alto. 
Após a eleição presidencial de 1998, que resultou no segundo mandato de Fernando Henrique Cardoso, houve uma reformulação na condução da política econômica. O economista Francisco Lopes substituiu Gustavo Franco na presidência do Banco Central e adotou uma política chamada banda diagonal exógena no dia 13 de janeiro. Nesse sistema, a banda cambial para o qual o real flutuaria seria ajustada a cada três dias conforme as condições do mercado. Dois dias depois, esse regime foi adandonado, com o Banco Central informando em comunicado que “se absteria de operar no mercado de câmbio, o que implicava a suspensão temporária do regime de bandas”. Sem metas estipuladas para o câmbio, as reservas deixaram de ser usadas para a venda de dólares e houve uma forte desvalorização cambial de imediato, com o real se desvalorizando mais de 50% em apenas duas semanas. Esse modelo entrou em vigor para neutralizar o déficit em conta corrente, que chegou a 4,5% do PIB em 1999, e reequilibrar o balanço de pagamentos através da desvalorização cambial.
A taxa básica de juros, por sua vez, tornou-se a principal ferramenta de controle inflacionário através do sistema de metas de inflação, que foi introduzido na lei como diretriz para estabelecer o regime de política monetária por meio do Decreto n.º 3088, de 21 de junho de 1999. Por fim, para atender às exigências do FMI para fornecer empréstimos ao país, o governo também passou a priorizar a geração de superávit no resultado primário. A combinação dessas três iniciativas do governo originou o chamado Tripé macroeconômico. O plano foi encabeçado pelo economista Armínio Fraga, que havia sido nomeado presidente do Banco Central em março de 1999.
O que se tem hoje é uma mudança que dá à taxa de câmbio uma função diferente da função que ela tinha antes. Antes o Governo dizia para a taxa de câmbio: ‘Você toma conta da inflação.’ e dizia para a taxa de juros: ‘Você toma conta do balanço de pagamentos.’, que é um regime de taxa de câmbio fixa. Hoje nós estamos escalando o time de forma diferente. Nós estamos dizendo para taxa de câmbio: ‘você toma conta do balanço de pagamentos’ e para taxa de juros: ‘você toma conta da inflação’. Agora, nada disso funciona sem uma boa política fiscal.— Armínio Fraga, em entrevista ao programa Roda Viva, 14 de junho de 1999

## Pilares
O fundamento teórico do Tripé macroeconômico foi inspirado no chamado Novo Consenso Macroeconômico (NCM), uma linha de pensamento econômico que surgiu na década de 1990 a partir da incorporação de alguns conceitos das escolas keynesiana, moneratista e neoclássica. O novo modelo econômico foi implantado como forma de atingir as metas estabelecidas pelo FMI, que havia feito acordos de ajuda financeira com o governo brasileiro.
Em linhas gerais, o Tripé macroeconômico foi uma combinação de políticas monetária, cambial e fiscal apoiada em três pilares.
1. Metas fiscais – Com elas, o governo se compromete a respeitar determinado patamar de gastos e receitas na Lei orçamentária anual para garantir a confiança dos credores em relação a capacidade de solvência da dívida pública, uma vez que o ônus do juro alto pressionava a dívida pública.[24][21] Inspirado na tese da equivalência ricardiana, o NCM advogava que a política fiscal não é eficiente como medida contracíclica para buscar o pleno emprego, uma vez que a elevação das despesas públicas gera uma expectativa de aumento de tributos no futuro e reduz a propensão ao consumo dos agentes econômicos, o que anularia os efeitos do estímulo fiscal.[25][26]
2. Câmbio flutuante – Segundo este regime, o preço da moeda nacional em relação à americana no mercado de câmbio varia conforme a dinâmica da oferta e procura no mercado. A autoridade monetária eventualmente pode realizar algumas intervenções para atenuar a volatilidade cambial, isto é, alterações abruptas do câmbio, mas sem fixá-lo em algum patamar. Esse sistema é chamado de "flutuação suja".[20][27][10] Para isso, o Banco Central faz uso de alguns mecanismos, como o swap cambial, leilão de linha e compra e venda direta de dólares no mercado à vista.[12]
3. Metas de inflação – Nesse sistema, cabe ao Banco Central do Brasil perseguir uma meta de inflação — medida pelo IPCA — pré-estabelecida. Essa meta se situa em uma margem, contendo um centro, um piso e um teto, determinada anualmente pelo Conselho Monetário Nacional. O intervalo de tolerância em relação ao centro normalmente é de 1,5 ponto percentual (p.p.) para cima ou para baixo e, em caso de descumprimento, o presidente da instituição deve esclarecer em carta aberta ao Ministro da Fazenda. O principal instrumento que o Banco Central utiliza para cumprir a meta é a taxa básica de juros (Selic), definida pelo Comitê de Política Monetária (Copom) a cada 45 dias. O sistema foi elaborado para melhorar para as expectativas dos agentes econômicos sobre a inflação futura e, assim, reduzir incerteza na economia.[28] Essa ideia é orientada pelo NCM, que se fundamenta na teoria monetarista ao defender o manuseio da política monetária em detrimento da política fiscal para gerir a demanda agregada.[20]

## Tripé rígido e flexibilizado
O Governo FHC seguiu de forma rigorosa o Tripé Macroeconômico durante todo o segundo mandato. No governo Lula, é possível distinguir dois momentos pelos quais o tripé passou: o tripé rígido, de 2003 a 2006, e, em seguida, o tripé flexibilizado, de 2007 a 2010. Em março de 2006, Antonio Palloci foi substituído por Guido Mantega e houve uma mudança nos rumos da política econômica. Segundo Fábio Giambiagi, houve: a) afrouxamento dos superávits primários; b) divergências entre ministério da fazenda e BC em relação a condução da política monetária; c) aumento significativo a respeito da variação real dos gastos públicos; d) aumento do papel do BNDS na economia; e) mudança sistemática da política oficial realizada no governo anterior. Esse processo de flexibilização foi intensificado em 2008 com o a crise financeira internacional. Como medida anticíclica, o Governo promoveu expansões creditícias e aumento das despesas públicas, acompanhada de uma queda na taxa de juros. Essas ações fizeram o Brasil apresentar um crescimento de 7,5% no PIB em 2010. A flexibilização do tripé teve por objetivo "conciliar a estabilidade macroeconômica obtida com o “tripé rígido” ao mesmo tempo em que abria espaço para um estímulo maior ao crescimento econômico pelo lado da demanda agregada". Foi parte de um pacote de medidas para reagir aos efeitos recessivos da crise de 2008.

## Opiniões
O tripé macroeconômico é alvo do debate econômico desde 1999 e o tema apresenta duas visões contrárias: os apoiadores, geralmente representados pela ortodoxia, e os críticos do regime, geralmente de vertente desenvolvimentista.

### Favoráveis
Muitos economistas favoráveis ao tripé macroeconômico associam a evolução nos indicadores fiscais e sociais, bem como o aumento na confiança dos investidores e credores no governo Lula ao seu cumprimento e a crise econômica de 2014 ao seu abandono no governo Dilma Rousseff. Eles argumentam que, com o crescimento contínuo do PIB e a inflação controlada durante o período, o tripé macroeconômico obteve o resultado esperado.

### Contrárias
Alguns economistas críticos do tripé alegam que a política fiscal adotada, ao perseguir superávits primários constantemente, é inflexível em relação ao ciclo econômico e compromete o papel de estabilização anticíclica do governo, uma vez que as despesas discricionárias tendem a acompanhar as flutuações do PIB. Segundo Bresser-Pereira, o câmbio flutuante do tripé aprofundou o processo de desindustrialização devido a forte tendência de sobreapreciação cambial nas economias emergentes, que promove elevados déficits em conta corrente e prejudica a competitividade das manufaturas brasileiras. Para ele, o alto crescimento econômico apresentado no governo Lula "foi principalmente consequência da demanda pela China por commodities e da boa sorte, do que de uma política macroeconômica consistente, novo-desenvolvimentista." Para o economista André Nassif, a convergência da inflação para a meta ocorre à custa de déficits em conta corrente crescentes e insustentáveis no médio prazo.
Os críticos também argumentam que o uso das metas de inflação atrapalha o crescimento econômico devido à alta taxa de juros reais, principal mecanismo que o Banco Central usa atingir a meta. Além disso, também alegam que nos países emergentes a transmissão da política monetária pelo canal do crédito é menos eficiente devido a baixa participação do crédito privado no PIB em relação aos países desenvolvidos.
Outro ponto levantado é o elevado custo de carregamento das reservas internacionais pelo diferencial de juros entre a taxa básica brasileira e a americana. A taxa Selic elevada, que incentivava o investidor estrangeiro a comprar títulos do governo, somado o boom das commodities, que fortaleceu as exportações brasileiras, resultaram em um aumento expressivo das reservas internacionais a partir de 2006. Esse aumento das reservas veio acompanhado de um elevado custo fiscal devido a necessidade de o BC esterelizar o excedente monetário dos recursos provenientes do exterior com a venda de títulos públicos.